# Лирба
Лирба (др.-греч. Λύρβη) — древний город. Руины расположены к северу от деревни Буджакшейхлер в районе Манавгат.

## История
Известен по монетам римской эпохи, принадлежащим к правлению императора Александра Севера (222—235). Упоминается Дионисием Периегетом (который относит его к Писидии), Птолемеем и Иероклом.
Уильям Смит, автор «Словаря греческой и римской географии» отождествляет Лирбу с городом Λυρόπη, упоминаемым Птолемеем. Птолемей относит последний к Киликии Трахее.
Существовала епископская кафедра Константинопольского патриархата, суфражистская епархия архиепархии с центром в Сиде до XII—XIII века.  Известны два епископа: Гай (лат. Caius) был на Первом Константинопольском соборе в 381 году, Тавриан (Taurianus) — на Эфесском соборе в 431 году. Ныне титулярная епархия Католической церкви.

## Раскопки
Археологические спасательные раскопки в Лирбе (Селевкии) проводились в 1972—1979 гг. под руководством профессора Стамбульского университета Жале Инан. Агора считается наиболее хорошо сохранившимся сооружением такого типа в Памфилии. Находки: мозаика, изображающая греческих учёных, и мозаика, изображающая Орфея, переданы Музею Антальи. Некоторые находки находятся в Музее Сиде